# 中嶋陽二
中嶋 陽二（なかじま ようじ、1951年2月25日- ）は作詞家・作曲家。関西フォークの隆盛期に活躍したマヨネーズ、1971年に大ヒットした『花嫁』のはしだのりひことクライマックスとしてNHK紅白歌合戦に出場するなどして活動した。

## 経歴
大谷大学在学中、はしだのりひことシューベルツの弟分のグループとして、京都産業大学在学中の坂庭省悟、立命館大学在学中の箕岡修と「マヨネーズ」を結成。命名ははしだのりひこによる。当時は、中島要次として活動していた。
1969年8月の第4回フォークキャンプに参加。京都市の「円山公園野外音楽堂」での打ち上げコンサートで、岩井宏らと「フォギー・マウンテン・ブレイク・ダウン」、「いなかへ行こう」、「砂にまみれて」、「綿つみの唄」を演奏。これらの音源を収録した「第4回フォーク・キャンプコンサート」がURCから、1969年に発売された。
1970年3月、北山修作詞、中嶋作曲の「男の子だから」をA面とするシングル「男の子だから/いなかへ行こう」をリリース。同年、坂庭省悟とともに「はしだのりひこ&クライマックス」に参加。
マヨネーズ、はしだのりひこ&クライマックスを通じて、作詞・作曲で活躍。「青空をつかまえよう」と「忘れられないの」で北山修と組み、「愛のポエム」で落合恵子、「この胸に」で安井かずみに、はしだのりひこと共同で曲をつけている。また、白井道夫と共同で作詞し、単独で作曲した「砂にまみれて」は佐渡山豊がカバーしてCD『空っぽな空から』に収録している。
1970年代には『butter&eggmen concert 』を主催、若手を発掘。
2001年10月6日、NFD（なつかしのフォークソング同窓会）にかつてのマヨネーズのメンバー坂庭、箕岡とともに出演し、演奏。坂庭省悟没後1周年の2004年12月15日に開かれたなつかしのフォークソング同窓会では、飛び入りで箕岡と「いなかへ行こう」を歌う。
近況は明らかにされておらず、一般社団法人映像コンテンツ権利処理機構においては不明権利者とされている。